# (26825) 1989 SB14
1989 أس بي 14 (ويعرف أيضًا باسم (26825) 1989 أس بي 14 وفق تسمية الكوكب الصغير) (بالإنجليزية: 1989 SB14)‏ هو كويكب ضمن حزام الكويكبات؛ وترتيبه 26825 من حيث الاكتشاف.
اكتُشف هذا الجُرم الفلكي بواسطة يوهان إم. باور ‏ في 26 سبتمبر 1989.

## وصلات خارجية
- (26825) 1989 SB14 في قاعدة بيانات مختبر الدفع النفاث لأجرام النظام الشمسي الصغيرة

- الاكتشاف · مخطط المدار ·  العناصر المدارية · المعلمات المادية

- (26825) 1989 SB14 على موقع ويكي سكاي: DSS2, SDSS, GALEX, IRAS, Hydrogen α, X-Ray, Astrophoto, Sky Map, Articles and images